# I Wish I Had Wings
Pour plus de détails, voir Fiche technique et Distribution.
I Wish I Had Wings est un dessin animé américain réalisé par Rudolf Ising, sorti en 1932.
Produit par Leon Schlesinger Studios et distribué par Warner Bros. Pictures ce dessin animé fait partie de la série des Merrie Melodies.

## Fiche technique
- Titre original : I Wish I Had Wings
- Titre en français : inconnu
- Réalisation : Rudolf Ising
- Producteurs : Hugh Harman, Rudolf Ising et Leon Schlesinger
- Musique : Frank Marsales
- Production : Leon Schlesinger Studios
- Distribution : Warner Bros. Pictures
- Durée : 7 minutes 01 secondes
- Format : noir et blanc - mono
- Langue : anglais
- Pays de production : États-Unis
- Date de sortie : 
  - États-Unis : 15 octobre 1932
- Genre : Dessin-animé
- Licence : domaine public[1]